# Sommet de la Ligue arabe de 2002
Le sommet de la Ligue arabe à Beyrouth est le 14e sommet de la Ligue arabe qui se tient le 27 et le 28 mars 2002.

## Contexte
Le sommet s’ouvre avec une absence record de plus de la moitié des chefs d’État arabes, dont le leader palestinien Yasser Arafat à qui Israël refuse de lui garantir de revenir s'il assiste au sommet, le président égyptien Hosni Moubarak et le roi Abdallah II de Jordanie.
Il s’achève par l’adoption du plan de paix saoudien, intitulé « Initiative de paix arabe », proposant à Israël une paix globale en échange du retrait des territoires occupés depuis 1967 (la Cisjordanie, Gaza et le Golan syrien), de la création d’un État palestinien avec pour capitale Jérusalem-Est, et d’une solution au problème des réfugiés palestiniens.
Ce plan est soutenu par l'Union européenne qui a assisté au sommet représenté par José María Aznar, alors président du Conseil européen. L’UE déclare que « c’est particulièrement important car nous considérons l’initiative saoudienne comme une occasion unique de trouver un moyen de sortir de la situation actuelle ».
Le sommet est également marqué par un rapprochement entre l’Irak et le Koweït et par l’adoption d’une résolution qui « dénonce les menaces d’agression contre des pays arabes, notamment l’Irak, et le refus total de frappes contre ce pays ».